# 天通庵站
天通庵站又稱天通庵車站、淞滬鐵路天通庵車站，是歷史上淞滬鐵路的一個車站，位於現今中國上海市虹口區四川北路、同心路、宝山路交汇处，由於位於天通庵附近，所以得名。

## 歷史
1897年清政府在修建淞沪铁路时就设立了天通庵站。
1927年，天通庵站是上海工人武裝起義的戰場之一，當時周恩来率領工人武裝攻打驻守该站的毕庶澄部队，并在此伏击了從吴淞乘火车赶来上海支援的數百名直鲁联军軍人。天通庵站也是一·二八事变的戰場。1932年1月28日午夜，日本海军陆战队攻占天通庵站，但不久被国民革命军第十九路军击退。天通庵站同樣是淞滬會戰的戰場。1937年8月13日下午，日本海军陆战队在天通庵站向國民革命軍發起進攻。
20世纪60年代初，因上海公交51路的延伸，淞滬鐵路停止客运，天通庵站不再使用。1997年因上海軌交三號線建设而徹底拆除。2006年1月5日，虹口區政府将淞沪铁路天通庵站遗址（又稱天通庵车站旧址）列為虹口区纪念地。2007年9月，虹口区人民政府又在此設立「淞沪铁路天通庵站遗址勒石」。